# Pull Me Under
Singles de Dream Theater
Take the Time
(1993)
Pistes de Images and Words
Another Day
(2)
Pull Me Under est la première chanson de l'album Images And Words du groupe de metal progressif Dream Theater. C'est une des neuf chansons dont les paroles ont été écrites par Kevin Moore.

## Apparitions
1. Images And Words (Album) (1992)
2. Pull Me Under (Single Promotionnel) (1992)
3. Live at the Marquee (Album Live) (1993)
4. Images and Words: Live in Tokyo (VHS live) (1994)
5. Once in a Livetime (Album Live) (1998)
6. Live at Budokan (DVD Live) (2004)
7. Live in Tokyo / 5 Years in a LIVEtime (DVD Live) (2004)
8. Live at Budokan (Album Live) (2004)
9. Greatest Hit (...And 21 Other Pretty Cool Songs) (Compilation) (2008)
10. Live at Luna Park (Album Live) (2013)

## Faits Divers
- Avec Another Day, Take The Time, The Silent Man, Lie, Hollow Years, Constant Motion, Forsaken, On the Backs of Angels, The Looking Glass, A Rite Of Passage, Wither, The Alien, Invisible Monster et Awaken The Master, Pull Me Under est l'une des seules chansons de Dream Theater ayant fait l'objet d'un clip.
- Pull Me Under est également le plus grand succès commercial de Dream Theater. La chanson a atteint le 10e rang de la charte du Billboard Magazine.
- Il existe deux versions de la chanson, une de 8:13 et une autre écourtée pour les besoins de la radio durant 4:48. C'est cette dernière qui a été utilisée pour le clip.
- La chanson parle de la mort d'une façon dont seul Kevin Moore peut le faire. Pull Me Under pourrait être traduit en français par « Enterrez-moi ». Les paroles sont largement influencées par la pièce de William Shakespeare Hamlet, adoptant le point de vue du prince Hamlet, elles expriment son désir de venger la mort de son père même si le prix doit en être sa propre vie. Les références à la pièce sont nombreuses et explicites : la phrase dite tout à la fin de la chanson « O, that this too too solid flesh would melt » est un vers de la pièce (Acte I, scène 2). De même la phrase « watch the sparrow falling/gives new meaning to it all » fait directement référence à la pièce. Pour exprimer comment la mort peut arriver abruptement, la chanson finit sec sans prévenir. Cet aspect a même semé la confusion chez certains qui croyaient que leur album avait une défaillance.
- La chanson apparaît dans le jeu musical Guitar Hero: World Tour en tant que chanson finale du générique.

## Personnel
- James LaBrie - chant
- Kevin Moore - claviers
- John Myung - basse
- John Petrucci - guitare
- Mike Portnoy - batterie